# 테티스 (티탄)

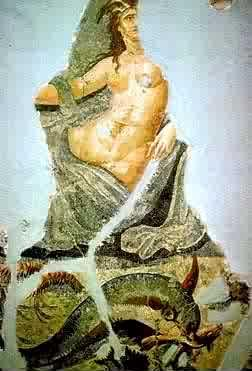

테티스(그리스어: Τηθύς, 영어: Tethys) 또는 테튀스는 그리스 신화에서 우라노스와 가이아의 딸로 티탄족 여신중의 하나이다. "바다"를 관장하는 여신으로 같은 부모 밑에서 태어난 오라버니 티탄인 오케아노스 (역시 바다의 티탄) 와 결혼하여 수많은 바다와 강의 어머니가 되었다. 테티스는 역시 남편인 오케아노스와 함께 티탄의 1세대의 왕과 여왕자리에 앉았고 티탄의 조상과 수장과 우두머리라고 할 정도로 티탄들을 다스렸던 여신이였다. 헤시오도스 설에는 그녀가 낳은 아이 중에 제우스의 연인 디오네가 있다고 한다.
테티스는 강의 신 아켈로오스를 비롯한 아들 3,000명과 스틱스를 비롯한 바다와 강·샘의 님프인 3,000명의 딸을 낳았는데 이 딸들은 오케아니스라고 한다. 테튀스는 올림포스 신들과 티탄족과의 전쟁의 시기에 자매인 레아의 딸 헤라를 맡아 키웠는데 이 때문에 헤라 여신의 대모 역할을 하기도 했다.
테티스는 그 이름과 관장하는 역할이 비슷한 테티스 (님프)(그리스어: Θέτις, 영어: Thetis)와 자주 혼동이 되는데, 테티스(님프)는 테티스(티탄)보다 훨씬 더 후대의 바다의 요정으로 펠레우스와 결혼하여 트로이 전쟁의 영웅 아킬레우스를 낳는다.